# العذراء تغزل النسيج (لوحة)
العذراء تغزل النسيج (بالإيطالية: Madonna dei Fusi)‏ هي لوحة يصور فيها ليوناردو دافينشي الموضوع في لوحة واحدة أو ربما في لوحتين بدأ في رسمها عام 1499 أو بعد ذلك. سُجل أن ليوناردو عمل على لوحة مشابهة في فلورانسا عام 1501 لفلوريموند روبرتيت، وهو وزير ملك فرنسا لويس الثاني عشر. من الممكن أن تكون سُلمت للبلاط الفرنسي في عام 1507، على الرغم من أن العلماء يختلفون حول هذه النقطة. يُعرف عن هذا الموضوع اليوم بوجود إصدارين له باسم «عذراء باكلوك» و«عذراء لانسداون»، ويُعتقد أنهما من رسم دافينشي. يُظهر الرسم الأولي للوحتين تغير الإجراء التجريبي إلى التشكيلي، ما يوحي أن اللوحتين تطورتا في الوقت نفسه في ورشة ليوناردو.
تُظهر اللوحة مريم العذراء جالسة في الطبيعة مع الطفل المسيح، وهو يحدق في آلة نسيج تُستخدم لنسج الخيوط. ترمز آلة النسيج لحياة مريم العذراء العائلية ومُنذر للصليب الذي صُلب عليه المسيح.
أثّر التكوين الديناميكي للرسم والسرد الضمني كثيرًا على تصوير النهضة العليا للوحة العذراء والطفل، كما يظهر ذلك عند فنانين مثل رافائيل وأندريا ديل سارتو.

## لمحة تاريخية
أشار فرا بيترو دا نوفيلارا -رئيس الكرمليين في فلورنسا- لأول مرة إلى لوحة ليوناردو في رسالته إلى إليزابيث ديست، نبيلة مانتوفا، بعد عودة ليوناردو مؤخرًا إلى مدينته الأم بعد الغزو الفرنسي لميلانو في 1499. ابتكر ليوناردو الرسوم الكاريكاتوري أثناء إقامته البسيطة في السنوات المتداخلة التي قضاها أولًا في بلاط اليزابيث، (الآن في متحف اللوفر)، وبعدها في البندقية.

كانت إيزابيلا مصممة على الحصول على اللوحة النهائية التي رسمها ليوناردو لضمها إلى مجموعتها، ولهذه الغاية كلفت فرا بيترو، -مراسلها في فلورانسا- بالضغط على ليوناردو للموافقة على ضم اللوحة إلى مجموعتها. نجت رسالتا رد من الرهبان. كُتبت الرسالة الثانية بعد أن نجح في الاجتماع مع الفنان، قال إن ليوناردو مشغول الآن بالعمل على مساعيه الرياضية وإنه مشغول بالعمل على لوحة صغيرة لفلوريموند روبرتيت، وأكمل بوصفه:
«إن اللوحة الصغيرة التي يعمل عليها الآن هي للعذراء جالسة وتبدو أنها على وشك أن تغزل خيوط النسيج. يضع الصغير قدمه على سلة من الخيوط مع إمساكه لغازل النسيج، ويحدّق بكل اهتمام بأربعة خيوط متشعبة تصور شكل الصليب، وكأنه راغب به، يبتسم ويمسكه بشدة وغير راغب بالاستسلام لوالدته التي يبدو أنها تريد أن تأخذه بعيدًا عنه».
يعتبر هذا النص قيمًا جدًا لكونه واحدًا من الأوصاف القليلة من قِبل المشاهدين العصريين لعمل يعود لليوناردو، إنها تطابق تكوين عذراء باكلوك وعذراء لانسداون من جميع النواحي عدا عن أنه لا وجود للسلة في كِلتا اللوحتين. من المحتمل أن يكون ليوناردو قد كُلف برسم لوحة روبرتيت في أواخر عام 1499 قبل أن يغادر ميلانو، وربما بدأ هناك.
اختلف العلماء حول ما إذا كان روبرتيت استلم لوحته أم لا. في يناير 1507 فرانشيسكو باندولفيني، السفير الفلورنسي لدى البلاط الفرنسي في بلوا، ذكر أن «لوحة صغيرة من رسم (ليوناردو) جُلبت مؤخرًا إلى هنا ويُرجح أن تكون شيئًا عظيمًا». على أي حال لا وجود للوحة في مخزن مجموعة روبرتيت الذي صُنع في 1532 (على الرغم من أنه شُكك في صحة المخزون). تفترض إحدى النظريات أن اللوحة نُقلت من مجموعة روبرتيت إلى الملك الفرنسي، ما يفسر غيابها عن المخزون. لكن على أي حال، من غير الواضح لماذا تركت اللوحة المجموعة الملكية.
في 1525 ظهرت ممتلكات مخزونين لمساعد ليوناردو ووريث سالاي الشرعي، الذي توفي في السنة السابقة. ما يشير إلى لوحة «مريم العذراء وطفل في يدها». يُعتقد أن هذا دليل على أن واحدة من النسخ الأولية للوحة العذراء تغزل النسيج بقيت في حوزة ليوناردو في حين أرسل الأخرى إلى روبرتيت.
لم تُقبَل أي من اللوحتين أن تكون نسخة أولية بمصدر يمكن تتبعه بالعودة إلى روبرتيت أو سالاي، أو حتى قبل القرن الثامن عشر، على الرغم من أن عذراء باكلوك كانت في فرنسا ذلك الوقت. مع ذلك يمكن أن تكون لوحة العذراء تغزل النسيج ببساطة قد اشتراها أقدم المالكين المعروفين من المجموعة الفرنسية في الفترة التي تلت الثورة الفرنسية، عندما اشترى هواة الجمع البريطانيون العديدَ من الأعمال ذات الأصل الأرستقراطي الفرنسي.

## الوصف
تظهر لوحة العذراء تغزل النسيج التواء جسد الطفل المسيح بعيدًا عن أحضان والدته، مع تثبيت نظره على غازل النسيج ذو الخيوط المتشابكة التي تشكّل صليبًا، ملاحظًا أنها إشارة مبكرة لمصيره المنتظَر. إن ردة فعل السيدة العذراء غامضة، إذ تمزج بين الانزعاج من الأذى الذي سيلحق بولدها، والاستسلام بالقبول لهذا المصير. إيماء التشويق الذي صنعته بيدها اليمنى مكرر من لوحة ليوناردو الميلانية «عذراء الصخور»، يتكرر استخدام رمز آلام المسيح كشيء من اللعب الصبياني في لوحات ليوناردو، ظهر على سبيل المثال في «السيدة بينويس» ولوحة «العذراء والطفل مع القديسة آن».
يلمح تصوير العذراء وهي تغزل الإشارة إلى حواء، التي صورت في بعض الأحيان تغزل النسيج بعد طردها من الجنة، ويرافقها ولديها الرضع قابيل وهابيل. وبالتالي تستدعي هذه الأيقونة سقوط البشرية، والمتاعب التي عقبت ذلك وخلاصها عقب تضحية المسيح.
كما هو الأمر مع أعمال ليوناردو اللاحقة، تظهر الرسومات في المناظر الطبيعية الشاسعة غير المأهولة. رُسم النتوء الصخري في مقدمة «عذراء باكلوك» بانتباه دقيق إلى التفاصيل الجيولوجية. هناك فرق كبير بين «عذراء باكلوك» و«عذراء لانسداون» في المناظر الطبيعية الخلفية. إن الخلفية في لوحة «عذراء باكلوك» هي خلفية مائية ورُسمت بشكل مختلف، ولخلفية «عذراء لانسداون» سلسلة جبلية كبيرة أكثر نموذجية لأعمال ليوناردو. اقتُرح أن هذا الموقع المحدد في وادي نهر أدا -الذي يقود من ليكو إلى فابريو- هو منطقة مألوفة لليوناردو وقام بتخطيطها. من الممكن أن المشهد في اللوحة السابقة أضافه تلميذ بعد فشل ليوناردو بإكمال العمل. يقترح مارتن كيمب أن الصفة «السابقة» للطبيعة في «عذراء لانسداون» كانت اللوحة اللاحقة التي ستُرسم، وأن لوحة «عذراء باكلوك» هي التي أُرسلت إلى روبرتيت في عام 1507.
يظهر الرسم الأولي لكل من «عذراء باكلوك» و«عذراء لانسداون» العديد من الميزات التي لا تظهر في الأعمال النهائية فحسب، بل تظهر أيضًا في بعض النسخ، من المرجح أن هذه اللوحات نُسخت من الإصدارات الاولية خلال مرحلة مبكرة من تطور تكوين اللوحة.
تظهر ميزة واحدة في هذه الرسوم الأولية وهي مجموعة من الشخصيات تظهر على أنها القديس يوسف الذي يمشي مشاية أطفال نحو الطفل المسيح، الذي يظهر مع والدته وشخصية أنثوية أخرى يُرجح أنها قابلة. اقتُرح أيضًا أن الطفل الذي يتعلم المشي هو الطفل يوحنا المعمدان يظهر مع والدته القديسة إليصابات، إذ يُستبعد أن يصور ليوناردو شخصية مريم العذراء والمسيح مرتين في ذات اللوحة.
أجرى ليوناردو بعض التجارب على أنواع من حيوانات الأحمال -الحصان أوالحمار أو الثور- التي تظهر في وضعيات مختلفة في اثنين من الرسوم الأولية. يوجد وراء كل هذا بنية معمارية مع قوس مفتوح كان من المقرر بناؤه. في مرحلة لاحقة من المنظر الطبيعي في لوحة «عذراء باكلوك»، بدا فيها جسر مشابه للموجود في لوحة «عذراء لانسداون»، وقد رُسمت اللوحة عليه بعد ذلك.